# Lynx boréal
Lynx lynx
Vous lisez un « bon article » labellisé en 2009.
Pour les articles homonymes, voir Loup-cervier et Lynx (homonymie).
Espèce
Statut de conservation UICN

 LC  : Préoccupation mineure
Statut CITES
Répartition géographique
Le Lynx boréal (Lynx lynx), également appelé Lynx d'Eurasie, Lynx commun, Loup-cervier et improprement Lynx d'Europe, est une espèce de félins du genre Lynx. S'il est impropre de l'appeler Lynx d'Europe c'est parce que sa distribution est en fait largement eurasienne, atteignant le littoral nord-pacifique. Aisément reconnaissable à ses longues pattes, sa courte queue et sa face aux oreilles pointues, le Lynx boréal apparaît dans de grandes variétés de robes et de tailles.
Habitant des forêts boréales, c'est un félin discret chassant les petits ongulés comme le chevreuil. Largement distribuées, ses populations ont cependant régressé en Europe de l'Ouest, où plusieurs tentatives de réintroduction ont eu lieu.
Objet de superstitions depuis le Moyen Âge, le Lynx boréal est resté méconnu jusqu'au début des années 1980. Il est encore l'objet de débats, particulièrement lors de sa réintroduction, avec les chasseurs et les bergers.

## Description

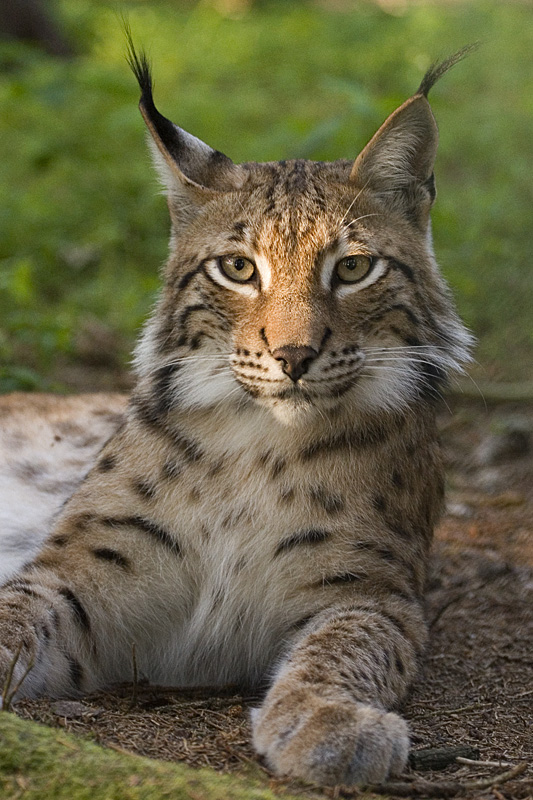
Portrait d'un Lynx boréal.

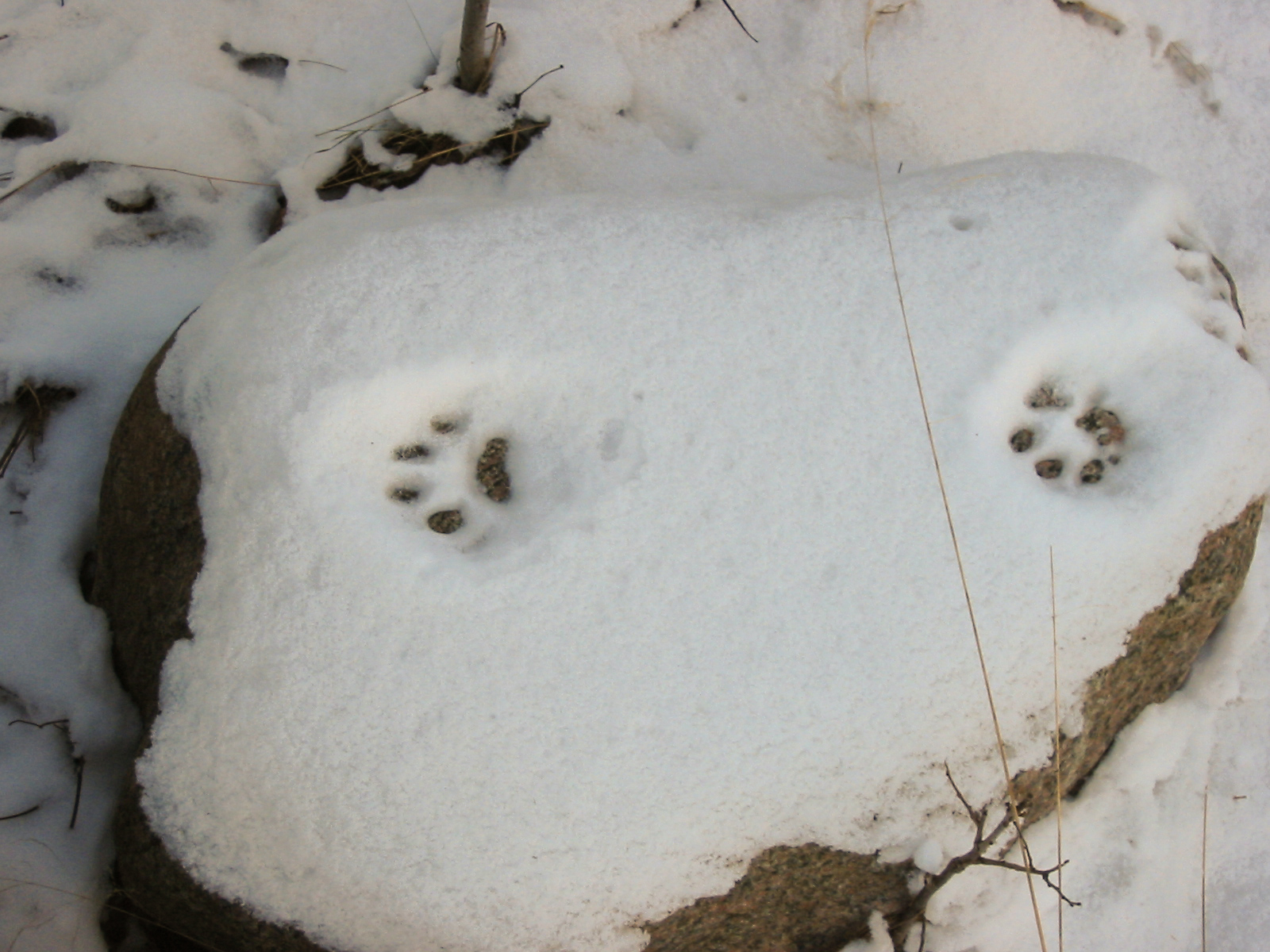
Empreinte de Lynx boréal.

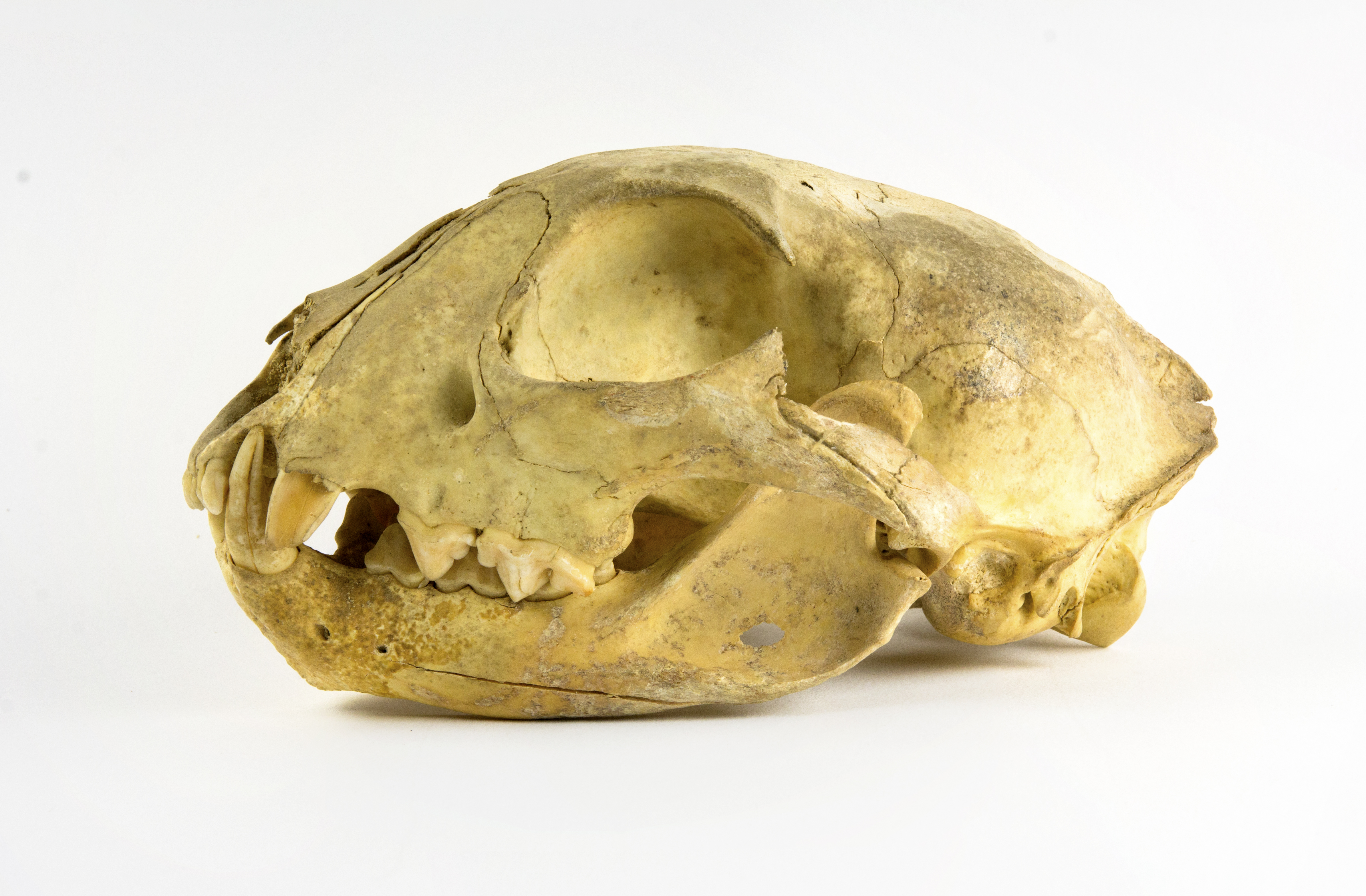
Crâne de Lynx boréal - MHNT.

La face du Lynx boréal est ornée d'un collier de poils longs autour du cou. Comme tous les lynx, ses oreilles triangulaires sont surmontées d'une touffe de poils noirs, qui mesurent jusqu'à 4,5 cm de long ; le revers est marqué par une tache blanche. Des rayures verticales barrent le front, et une marque noire part du coin externe de l'œil jusqu'aux joues. Il n'a que 28 dents au lieu des 30 habituelles chez les félins ; toutefois, le Lynx boréal possède comme caractéristique de pouvoir avoir une dent surnuméraire.
La queue courte se termine par un manchon noir. Les jambes sont longues et les pieds volumineux en comparaison du reste du corps. Il s'agit d'une adaptation au déplacement dans la neige : les longues pattes permettent de se dégager plus facilement dans un épais manteau neigeux,. Du fait de ses pieds larges, le Lynx boréal exerce une pression sur le sol trois fois plus faible que celle du Chat sauvage (Felis silvestris),. Par conséquent, le Lynx boréal s'enfonce moins dans la neige, comme s'il portait des raquettes et marche silencieusement. Les empreintes des pattes antérieures font de 5 à 7,5 cm de largeur et de longueur et celles de la patte postérieure 4,5 à 6 cm de longueur et 5 cm de largeur.
La couleur de sa fourrure est la plus variable du genre Lynx. Elle varie du blanc crème au brun foncé, avec plus ou moins de taches noires sur le corps, qui peuvent être pleines ou en rosettes. Le Lynx boréal a une fourrure particulièrement dense, notamment sur le dos où la concentration de poils atteint 9 000 poils/cm2 contre 4 600 sur le ventre. La pilosité est composée de douze ou treize poils de bourre pour un poil de jarre.
Le Lynx boréal est deux fois plus gros que les trois autres espèces de lynx. Il pèse de 9 à 35 kg, la plus grande sous-espèce étant le Lynx de Sibérie ; la moyenne est de 25 kg pour les mâles et 21 kg pour les femelles. Il mesure de 65 à 75 cm à l'épaule, et sa longueur est de 77 à 135 cm. Le dimorphisme sexuel est important : les mâles sont en moyenne un quart plus gros que les femelles.

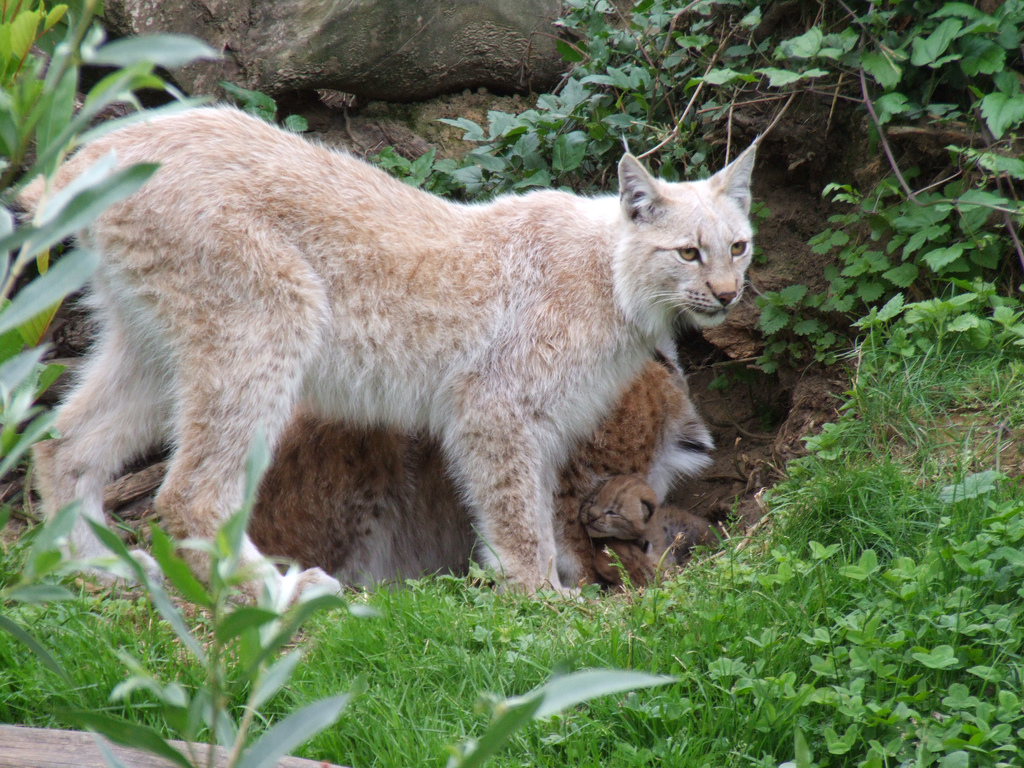
Lynx boréal de couleur crème, peu tacheté.
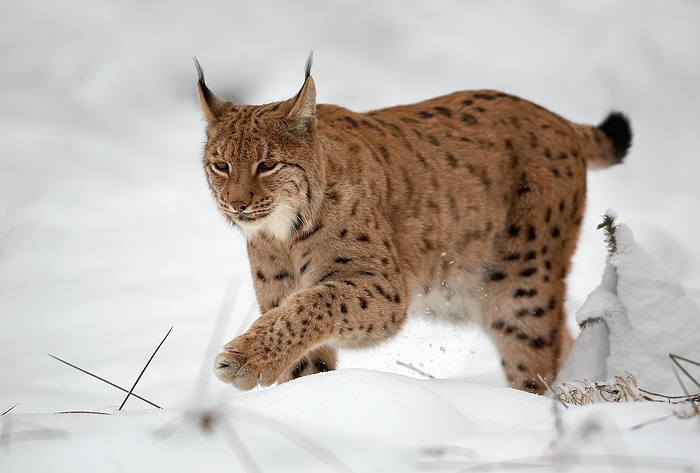
Lynx boréal distinctement tacheté de noir sur fond fauve.
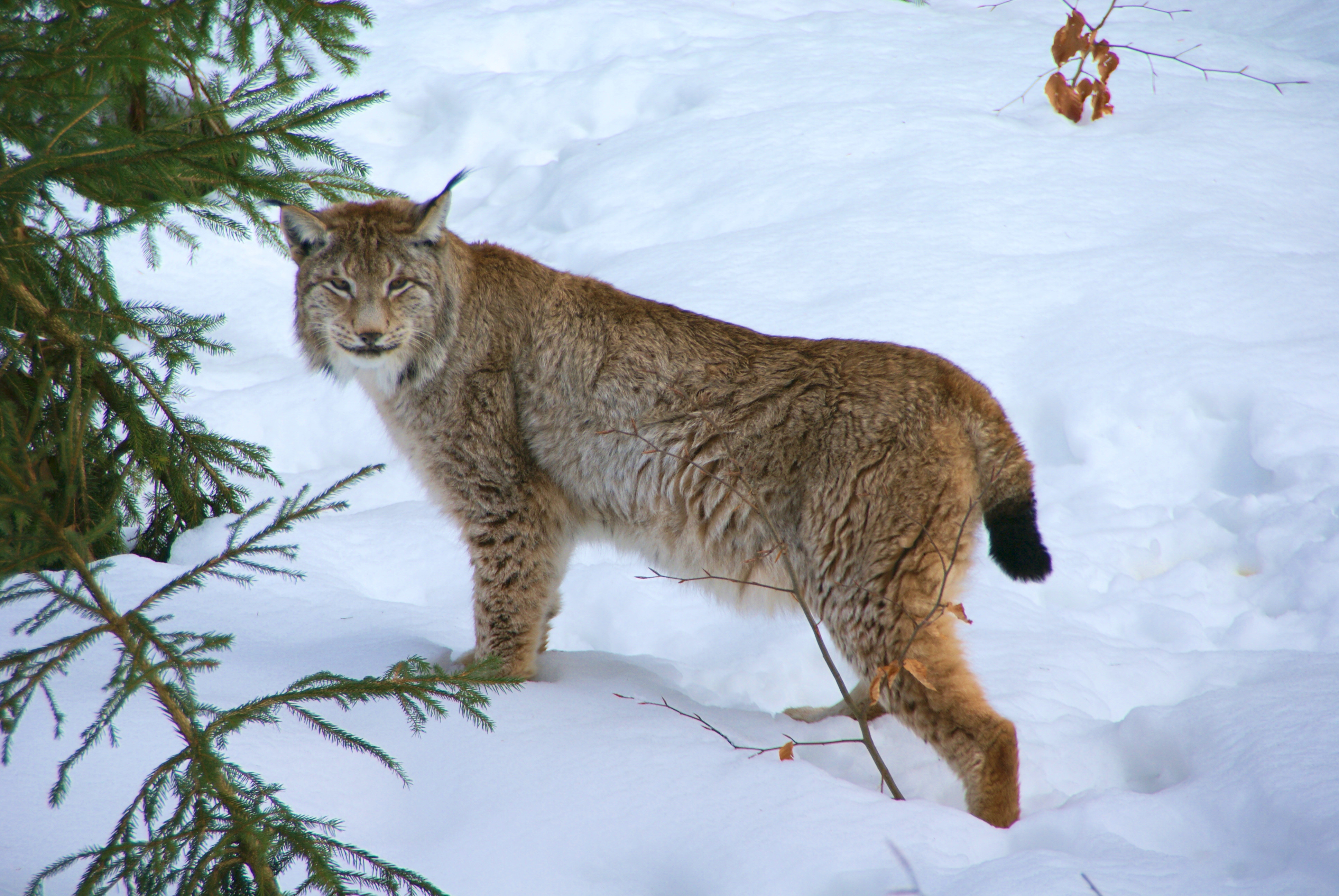
Lynx boréal de couleur grise, peu tacheté.

## Évolution de l'espèce et taxonomie

### Phylogenèse
La phylogénie s'est longtemps fondée sur l'étude des fossiles d'un animal afin de préciser l'apparition et l'évolution d'une espèce. La phylogénie moderne s'appuie essentiellement sur les analyses génétiques en raison du nombre peu important de fossiles de félins. Des études génétiques effectuées en 2006 et 2007, ont montré qu'il y a 7,2 millions d’années, la lignée des lynx diverge de celle des pumas. Le dernier ancêtre commun à tous les lynx date de 3,2 millions d’années au Pliocène.
Bien que les fossiles soient rares chez les félins, les lynx font office d'exception. Le Lynx d'Issoire (Lynx issiodoriensis) est généralement considéré comme l'ancêtre commun du genre Lynx. Possédant une aire de répartition très large, Lynx issiodorensis présentait une morphologie proche des félinés tout en ayant les caractéristiques des lynx,. Plusieurs hypothèses d'« apparitions » des lynx modernes au travers de la forme intermédiaire du Lynx d'Issoire ont été proposées. Une hypothèse suggère une divergence en trois lignées distinctes : L. pardinus, L. lynx, et L. rufus ; dans cette première hypothèse, L. canadensis descend de L. lynx.
Le Lynx boréal est plus éloigné de Lynx issiodorensis que le Lynx pardelle (Lynx pardinus) : une hypothèse proposée est que le Lynx boréal, originaire d'Asie, aurait repoussé le Lynx pardelle sur la péninsule espagnole. Le Lynx du Canada et le Lynx boréal sont en fait issus d'une même forme de Lynx d'Issoire asiatique qui aurait effectué une colonisation des Amériques en traversant le détroit de Béring,.
Arbre phylogénétique du genre Lynx
|  | Lynx canadensis - Lynx du Canada                                                          |
|  |                                                                                           |
|  | \| \| Lynx lynx - Lynx boréal \| \| \| \| \| \| Lynx pardinus - Lynx pardelle \| \| \| \| |
|  |                                                                                           |
|  | Lynx lynx - Lynx boréal                                                                   |
|  |                                                                                           |
|  | Lynx pardinus - Lynx pardelle                                                             |
|  |                                                                                           |

|  | Lynx lynx - Lynx boréal       |
|  |                               |
|  | Lynx pardinus - Lynx pardelle |
|  |                               |

|  | Lynx canadensis - Lynx du Canada                                                          |
|  |                                                                                           |
|  | \| \| Lynx lynx - Lynx boréal \| \| \| \| \| \| Lynx pardinus - Lynx pardelle \| \| \| \| |
|  |                                                                                           |
|  | Lynx lynx - Lynx boréal                                                                   |
|  |                                                                                           |
|  | Lynx pardinus - Lynx pardelle                                                             |
|  |                                                                                           |

|  | Lynx lynx - Lynx boréal       |
|  |                               |
|  | Lynx pardinus - Lynx pardelle |
|  |                               |

### Sous-espèces

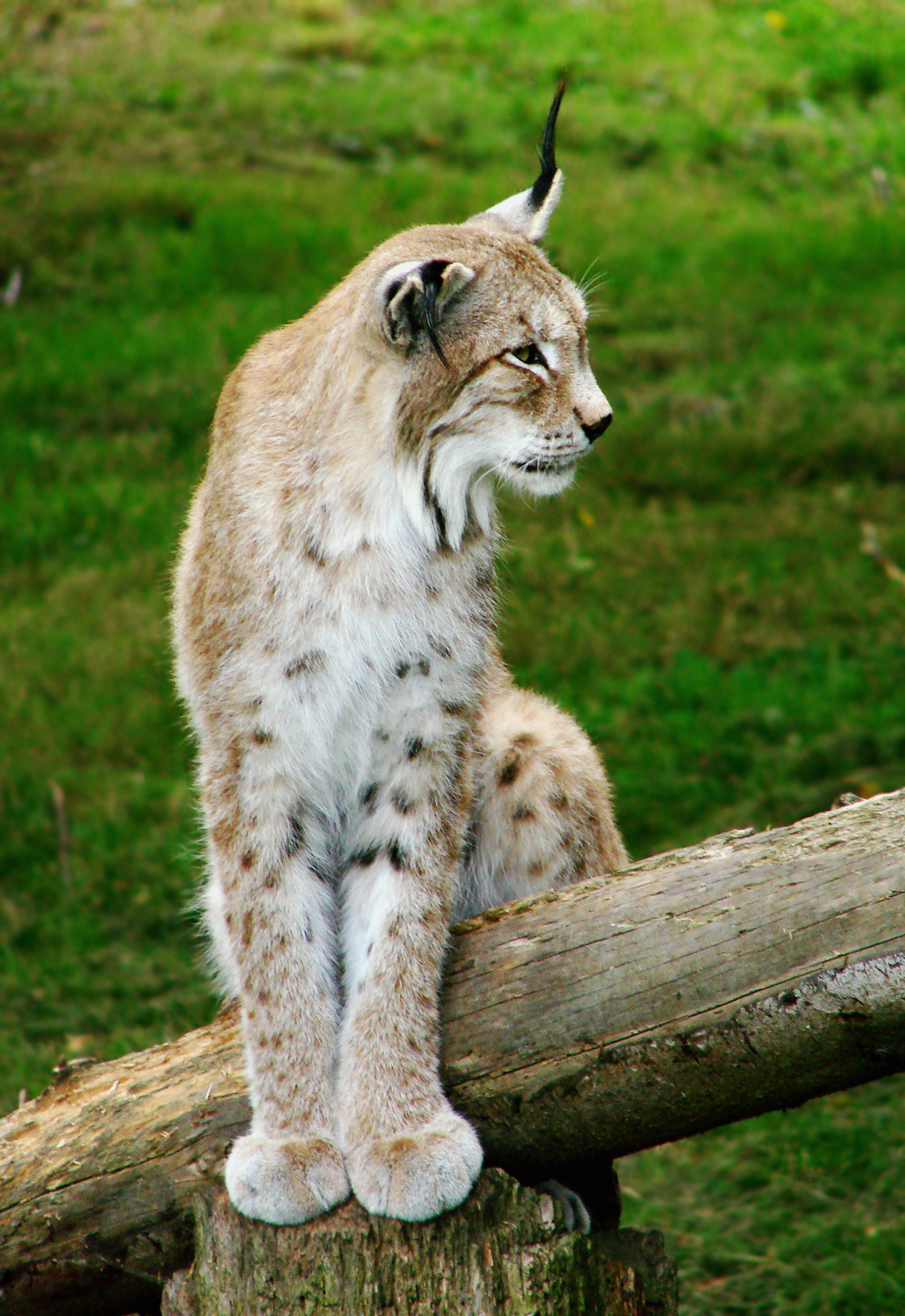
Lynx de Sibérie (Lynx lynx wrangeli) au zoo de Thoiry.

La classification des lynx a fait l'objet d'un débat : les lynx devaient-ils être classés dans leur propre genre Lynx ou être un sous-genre de Felis ? En effet, jusque dans les années 1980, presque tous les félins étaient inclus dans le genre Felis, excepté les grands félins du genre Panthera et le guépard du genre Acinonyx : c’est la classification de Simpson. La taxonomie actuelle admet à présent que les lynx appartiennent à leur propre genre, mais le synonyme Felis lynx subsiste dans la littérature. La classification des lynx a beaucoup varié, et de nombreuses espèces actuelles, notamment le Lynx du Canada et le Lynx pardelle, ont été considérées comme des sous-espèces du Lynx boréal en tant que Lynx (Felis) lynx canadensis et Lynx (Felis) lynx pardinus.
Le décompte total est monté jusqu'à dix sous-espèces proposées et en 1996, l'Union internationale pour la conservation de la nature en comptait encore sept. Les sous-espèces existent donc sous un grand nombre de synonymes. Les recherches proposent à présent des sous-espèces fondées tant sur la colonisation des territoires par le Lynx boréal durant les glaciations du Pléistocène que sur la variabilité génétique intraspécifique. Les sous-espèces suivantes sont proposées par le KORA :
- Lynx lynx lynx : le Lynx d'Europe, aussi appelé Lynx d'Eurasie ou Lynx eurasien. Cette sous-espèce inclut les populations des pays baltes, de la Russie et des pays scandinaves ;
- Lynx lynx carpathicus : le Lynx des Carpates, vivant dans les Carpates. Ses populations incluent également l'Europe de l'Ouest (France et Suisse notamment) car les spécimens réintroduits provenaient des Carpates slovaques[18] ;
- Lynx lynx martinoi : le Lynx des Balkans vivant au sud-ouest des Balkans ;
- Lynx lynx dinniki : le Lynx du Caucase, dont l'aire de répartition, très réduite à présent, englobait l'Asie mineure ;
- Lynx lynx isabellinus : le Lynx du Tibet, qui se trouve en Asie centrale ;
- Lynx lynx wardi : Lynx de l'Altaï ;
- Lynx lynx kozlovi : Lynx du Baïkal, vivant au centre de la Sibérie ;
- Lynx lynx wrangeli : population se trouvant dans l'est de la Sibérie ;
- Lynx lynx stroganovi : le Lynx de l'Amour, se trouvant dans la région du fleuve Amour.

Selon Mammal Species of the World, il existe seulement cinq sous-espèces de Lynx boréal : Lynx lynx lynx, Lynx lynx isabellinus, Lynx lynx kozlovi, Lynx lynx sardiniae, Lynx lynx stroganovi. Le Lynx de Sardaigne (Lynx lynx sardiniae) est considéré comme éteint. Il est possible qu'il ne soit en fait qu'une sous-espèce de Chat sauvage (Felis silvestris).

## Comportement

### Structure sociale et territoire

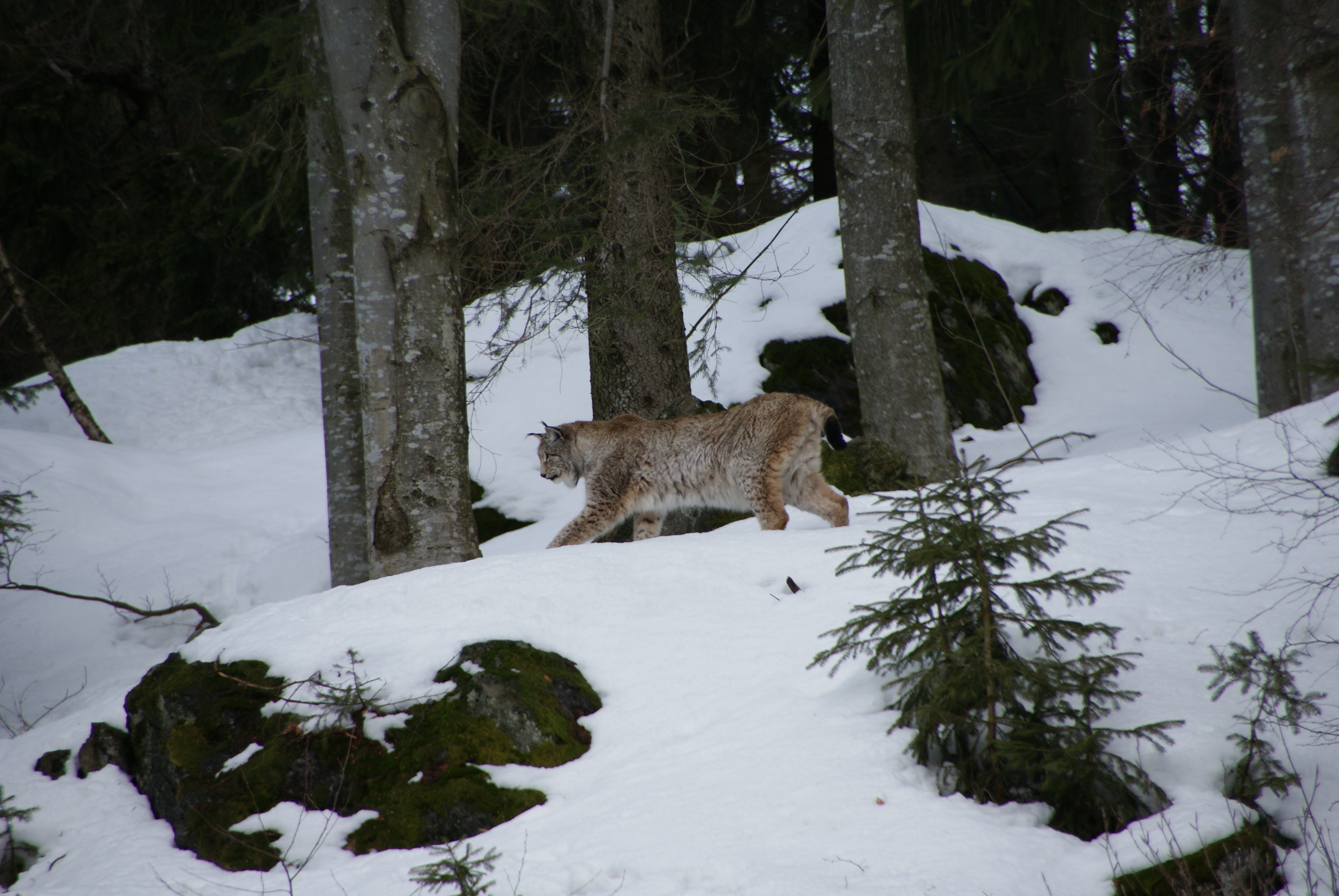
Un Lynx boréal parcourt son territoire au sein du parc national de la forêt de Bavière.

Le Lynx boréal est un prédateur solitaire, actif du crépuscule au lever du soleil. Le territoire du mâle recouvre celui d'une ou plusieurs femelles. Le lynx mâle est intolérant envers les autres mâles traversant son territoire, mais ce sont les femelles qui restent les plus vindicatives entre elles. Les territoires comportent cependant des « zones neutres » où il est possible de circuler sans qu’il y ait affrontement : il s'agit fréquemment des limites du territoire
.
Chaque adulte a un territoire de 20 à 400 km2, selon l'abondance des proies,. Lorsqu'elles sont rares, le Lynx boréal patrouille des zones plus vastes pour se trouver à manger. Ainsi, « dans les Carpates occidentales, le territoire d'un lynx comporte 27 km2, alors que dans le nord de l'Europe et en Asie son territoire atteint 50 à 60 km2. Les vieux mâles occupent un territoire plus vaste encore. Il faut bien attendre dix jours avant qu'un lynx ne repasse dans une portion donnée de son domaine de chasse, ou retrouve sa piste à laquelle il demeure souvent fidèle ».
Une formule permettant de calculer la densité de Lynx boréal pour 100 km2 en fonction de la biomasse d'ongulés a été proposée à partir de l’analyse de territoires de lynx de différents pays occupés, mais elle reste incertaine étant donné la variété des méthodes de comptage.

### Régime alimentaire
Le Lynx boréal « chasse en s’approchant au plus près de sa proie pour pouvoir la capturer par surprise. » Il est le seul lynx à s’attaquer préférentiellement aux petits ongulés comme le chevreuil ou le chamois
. Le Lynx boréal attaque peu ou pas le Grand Tétras. Le Lynx boréal n’est pas charognard et refuse toute nourriture en état de décomposition trop avancée. Le Lynx boréal peut s'attaquer au bétail, mais la pression de prédation sur les animaux domestiques varie beaucoup selon les régions. Des cas de spécialisation dans la chasse au mouton ont été rapportés. Lors d'une réintroduction, les statistiques montrent une augmentation brusque des attaques sur le bétail, suivie d'une période de stabilisation. Cependant, l'action du lynx sur le bétail est considérée comme mineure en comparaison avec celles du Loup gris et de l'Ours brun. L'utilisation du chien patou pour faire fuir les lynx et protéger le bétail a prouvé son efficacité. Le Lynx boréal n’attaque pas les humains, même lorsque ceux-ci approchent de ses petits.
Une étude norvégienne, réalisée sur cinq ans, montre que dans une zone à très faible densité de chevreuils mais où sont élevés des moutons, les chevreuils étaient les espèces-proies les plus courantes (contribuant à 83 et 34 % de la biomasse consommée en hiver et en été, respectivement), même si un large éventail d'autres espèces a aussi été consommé, dont des lièvres de montagne, tétras, renard roux, mouton domestiques, renne sauvage, et même orignal. Lors de cette étude, la plupart des repas suivait un acte de prédation, mais quelques cas de nécrophagie ont été observés. Les chevreuils étaient plus souvent mangés en hiver qu'en été, peut-être parce qu'ils sont plus faciles à localiser à la saison froide puisqu'ils se regroupent sur leurs sites d'alimentation. Inversement, le mouton domestique (plutôt des mâles et des jeunes) et d'autres proies de petites tailles étaient plus consommées en été. Dans ce cas, malgré la rareté des chevreuils dans l'aire d'étude, les auteurs ont conclu que « la contribution des moutons à l'alimentation estivale était loin d'être aussi importante qu'attendue au regard de la densité relative des moutons et chevreuils ». Au Népal, dans le district de Dolpa, le contenu des fèces du Lynx boréal comprend en moyenne 56 % de poils de Lièvre laineux (Lepus oiostolus), 17,7 % de restes de pikas et de Campagnols des montagnes du genre Alticola, 9,7 % de poils de Marmotte de l'Himalaya (Marmota himalayana), 7 % de végétaux, 3,3 % de débris, 3,3 % de chèvre domestique et 3 % d'os d'espèces indéfinies.
Le Lynx boréal est un prédateur, qui consomme d'autres prédateurs, notamment le Renard roux, significativement présent parmi ses proies. Après le retour du Lynx boréal dans les forêts boréales suédoises, 50 % des renards morts durant une étude par radiotracking avaient été tués par des lynx : la population vulpine a chuté d'environ 10 % par an durant les cinq ans de la période d'étude.
Le taux de réussite de la chasse varie énormément selon les individus. Les femelles accompagnées de leurs petits réussissent leur chasse dans 60 à 70 % des cas, les mâles dans 40 à 60 % des cas et les subadultes dans 10 à 20 % des cas. La distance entre l’attaque et la mise à mort est généralement de moins de vingt mètres. Le lynx ne poursuit sa proie sur plus de deux cents mètres que dans un à cinq pour cent des attaques.
Les excréments contiennent aussi des restes de baies forestières (airelles par exemple).

### Cycle de vie

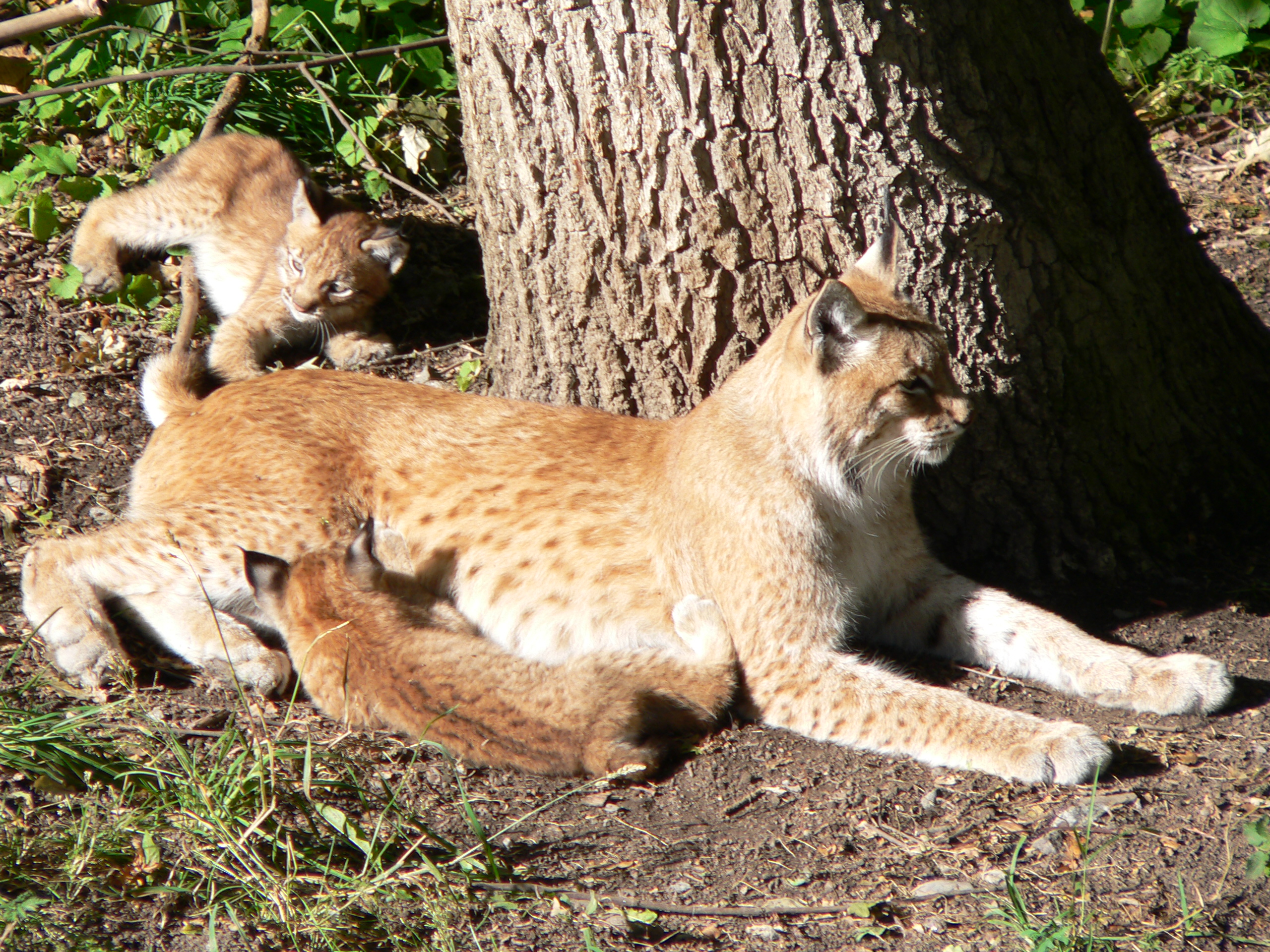
La femelle élève seule ses petits.

Le cycle de reproduction des lynx est soumis à de grandes variations. Les observations menées sur le Lynx boréal montrent que selon les années, seules 43 à 64 % des femelles donnent naissance à des jeunes. Le temps de gestation est de 63 à 68 jours, les portées sont composées de un à quatre jeunes qui quitteront leur mère vers dix mois. La maturité sexuelle est atteinte à 30 mois pour les mâles et 20 à 24 mois pour les femelles. Dans les jours précédent la copulation, les mâles, comme les femelles marquent plus fréquemment leur territoire au moyen de leur urine, et leur activité vocale augmente (surtout chez le mâle).

### Maladies, prédateurs
Les lynx sont très peu vecteurs de la rage. Sur mille lynx de Slovaquie capturés ou tués sur dix ans, seuls 0,6 % étaient infectés par le virus rabique. De plus, les lynx ne développent pas la forme agressive de la maladie et ont tendance à faire diminuer les populations de renards (très sensibles à la rage) par pression de prédation. Cependant, les décès par maladie ne représentent qu'un quart des décès totaux. Les trois-quarts des décès des adultes sont dus à l'activité humaine, soit par une pression de chasse et/ou de braconnage, soit par le trafic routier. Pour les jeunes, c'est avant tout la famine et les maladies parasitaires qui déciment les populations : jusqu'à 80 % des jeunes n'atteignent pas l'âge de procréer. Les lynx ont assez peu de prédateurs naturels en dehors de l'homme. L'ours brun et le loup gris peuvent attaquer et tuer un lynx. La longévité est d'une quinzaine d'années dans la nature et d'environ trente ans en captivité.

## Chorologie

### Habitat
Le Lynx boréal préfère les zones forestières avec des sous-bois denses et couverts. Les forêts boréales et tempérées sont l'habitat le plus fréquemment rencontré, mais il peut également s'adapter aux zones rocailleuses et à la steppe.

### Aire de répartition

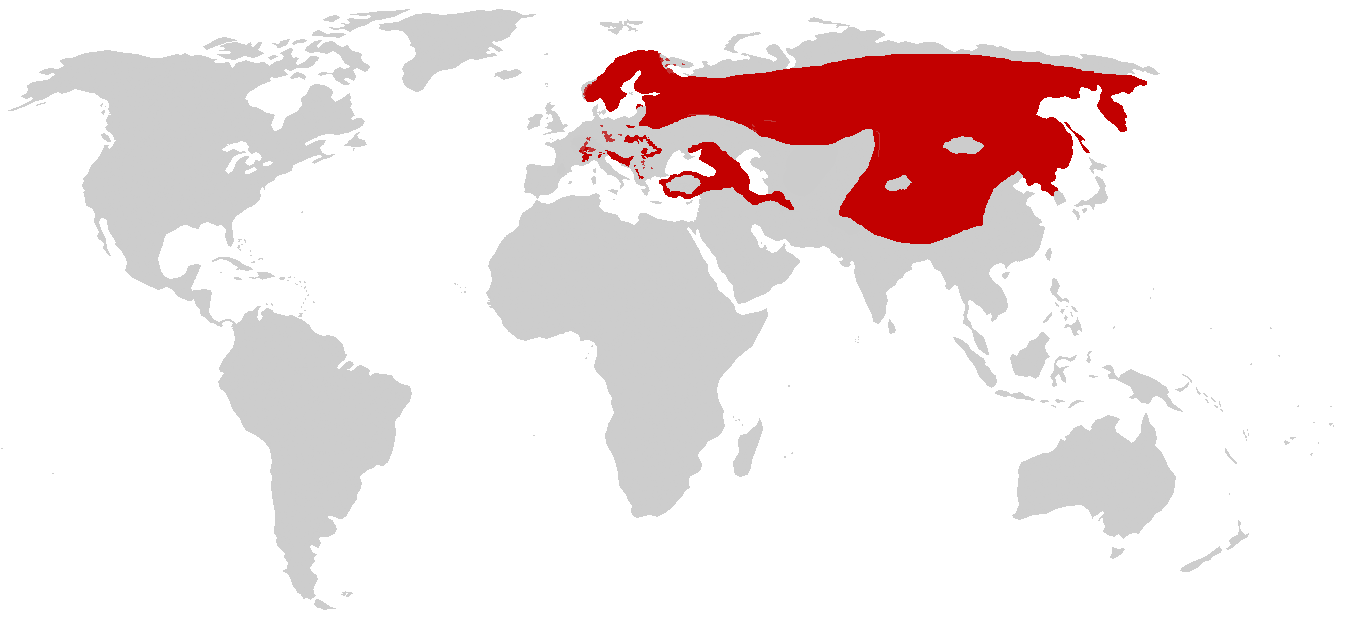
Aire de répartition du Lynx boréal.

Le Lynx boréal était présent partout en Europe, sauf en Grande-Bretagne. La chasse au lynx commence au XVIe siècle et s’intensifie au XVIIIe en raison de la démocratisation des armes à feu, l’accroissement des populations réduisant l’espace disponible pour le lynx, et la valorisation de la chasse par l’obtention de primes de l’État pour supprimer la vermine. Le lynx a disparu de l’ouest de l’Europe et des Alpes avant l’ours et le loup, bien qu’il ait été persécuté moins intensivement. L’explication réside dans une plus grande sensibilité du lynx face à la destruction de son habitat et à la diminution des effectifs de ses proies naturelles.
Au XIXe siècle, le Lynx boréal est totalement éradiqué de France et ne subsiste en Suisse que dans le Jura et les Alpes. Au début du XXe siècle, les populations de lynx régressaient partout en Europe : les diverses études estimaient la population à environ 4 000 individus, plus de la moitié vivant dans les Carpates. Les populations de Lynx boréal s’accroissent au milieu du XXe siècle, du fait de sa protection légale.
Il reste l'une des espèces de félins dont l'aire de répartition est la plus étendue. Le Lynx boréal se rencontre de la Scandinavie au Kamtchatka, et atteint la Chine. Il peut se rencontrer dans les pays suivants : Afghanistan, Albanie, Allemagne, Arménie, Autriche, Azerbaïdjan, Belarus, Belgique,, Bhoutan, Bosnie-Herzégovine, Bulgarie, Chine, Corée, Croatie, Espagne, Estonie, Finlande, France, Géorgie, Grèce, Hongrie, Inde, Iran, Irak, Italie, Kazakhstan, Corée, Kirghizstan, Lettonie, Lituanie, Macédoine du Nord, Moldavie, Mongolie, Monténégro, Népal, Norvège, Ouzbékistan, Pakistan, Pologne, République tchèque, Roumanie, Russie, Serbie, Slovaquie, Slovénie, Suède, Suisse, Tadjikistan, Turquie, Turkménistan, Ukraine.

### Populations
Les populations de Lynx boréal sont estimées à 9 000 à 10 000 individus, sans compter les populations russes et biélorusses. En Europe, les populations sont divisées en dix sous-populations situées dans les Alpes, les Balkans, la Baltique, la Bohême-Bavarie, les Carpathes, les Alpes dinariques, le Jura, la Carélie, la Scandinavie et les vosges-Palatinat. Les populations sont généralement stables, mais les tendances peuvent varier d'une sous-population à l'autre.
La présence du Lynx boréal en Asie est largement mal connue. Les données scientifiques sont très largement insuffisantes dans de nombreux pays asiatiques. Par exemple, en Chine, au Pakistan et en Inde, la présence de ce félin est attestée par des anecdotes et des observations fortuites.

### Menaces
Les principales menaces en Europe sont les conflits avec les chasseurs, les éleveurs, la perte et la fragmentation de l'habitat, notamment en raison du développement des infrastructures. Dans le Jura, 70 % de la mortalité est due aux collisions avec les véhicules et au braconnage. En Asie, les principales menaces sont la fragmentation et la perte de l'habitat dues à l'élevage, le développement des infrastructures, l'extraction de ressources et les activités forestières. Par exemple, au Népal, les menaces identifiées sont la création de pâturage et d'infrastructures, les représailles de prédation sur les troupeaux, mais également les maladies telles que la rage et le typhus sur des populations de petite taille.

### Protection

#### Statut légal
Le lynx est un animal protégé depuis le 19 septembre 1979, date de son inscription à l'annexe II de la Convention de Berne (protection de la vie sauvage). Le Lynx boréal est classé en Annexe II de la CITES (Convention sur le commerce international des espèces de faune et de flore sauvages menacées d'extinction) depuis 1977.
La chasse au Lynx boréal est réglementée (quotas), en Estonie, en Lettonie, en Norvège, en Roumanie, en Russie, en Suède, en Turquie.
Le Lynx boréal est intégralement protégé en Albanie, en Allemagne, en Autriche, Belgique, en Biélorussie, en Bulgarie, en Croatie, en Finlande, en France, en Grèce, en Hongrie, en Italie, au Liechtenstein, en Lituanie, en Macédoine, en Pologne, en République tchèque, en Serbie, en Slovaquie, en Slovénie, en Suisse, en Ukraine.
En France et en Suisse, les lynx à problème sont déplacés.
L'Union internationale pour la conservation de la nature (UICN) le classe en « préoccupation mineure » (LC) en raison de sa large distribution et de ses effectifs stables. Il est cependant classé en catégorie EN (En danger) sur la liste rouge des espèces menacées en France. Au Népal, le Lynx boréal est inscrit comme vulnérable sur la liste rouge nationale en raison d'indices des effectifs de l'espèce sur l'aire de répartition nationale, et est protégée par la loi sur la conservation de la nature et les parcs nationaux de 1973 (GoN 1973).
Son aire vitale est étendue, elle est de plus en plus morcelée par la fragmentation forestière et plus généralement par le réseau routier (60 % environ des causes de mortalités connue de cet animal dans les Vosges et le Jura sont dues au collisions avec des véhicules, . Au Népal, la menace principale est la persécution par l'espèce humaine et les braconnages en représailles de prédation sur le bétail.

#### Réintroductions
On peut évaluer financièrement la réintroduction du lynx dans le canton d'Obwald en Suisse qui a permis d'économiser 350 000 francs de subventions en dégâts dus aux ongulés.
Quatorze projets de réintroduction du Lynx boréal ont été mis en œuvre en Europe de 1970 à 2006, qui ont donné les meilleurs résultats en Slovénie, dans les Alpes suisses et dans le Jura. Le Lynx boréal a été réintroduit en Slovénie, en Croatie, dans le parc national de Bavière en Allemagne, en Suisse dans le Jura, le canton de Vaud (Alpes et Jura), le canton d'Obwald et le parc national des Grisons et le parc national du Grand-Paradis en Italie. Le suivi des populations françaises de lynx est effectué par le réseau Lynx qui relève les indices de présence du félin. Après avoir abandonné un projet de réintroduction du Lynx boréal en Angleterre dans le Northumberland, une étude est menée dans le Kent où il pourrait réguler naturellement les populations de cerfs.
Pour capturer des lynx à des fins de réintroduction, les scientifiques utilisent la tendance des félins à emprunter toujours les mêmes passages. Une cage à deux portes coulissantes est placée de telle manière que le félin puisse voir sa piste au-delà du piège, sur un chemin fréquemment utilisé. Le lynx est souvent capturé au début ou à la fin de l’hiver, il subit ensuite une période de quarantaine avant d’être relâché, de préférence en couple, à la belle saison. Les individus capturés sont souvent des jeunes, généralement des mâles.
Cinq siècles après son extermination, un projet de réintroduction du lynx boréal en Ecosse est à l'étude depuis les années 2010, zoologues et écologues s'accordent à dire que l'environnement s'y prête particulièrement : densité humaine faible, forêts, forte population de cervidés qu'ils pourraient aider à réguler. Une première tentative pourrait être faite dans le Parc national de Cairngorms. La population y est globalement favorable mais certains éleveurs de moutons s'y opposent,.

#### Élevage conservatoire

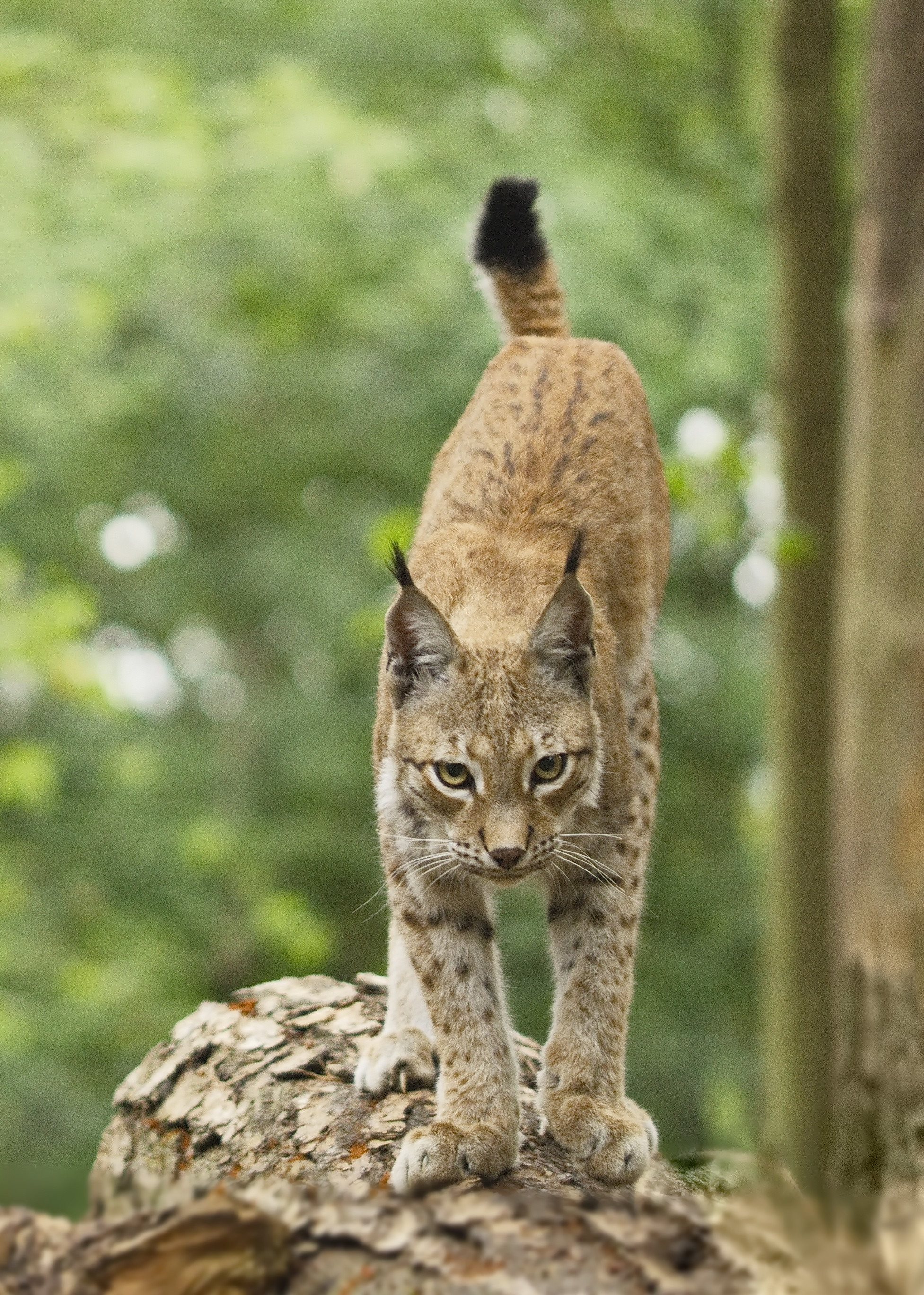
Un jeune lynx boréal de la réserve animale du Domaine des grottes de Han en Belgique.

Le Lynx boréal fait l'objet d'un studbook européen (ESB) visant à créer un arbre généalogique fiable des individus détenus par les zoos. Selon l'Association mondiale des zoos et des aquariums, les lynx sont gardés dans les parcs zoologiques à des fins d'éducation et pour la sympathie nouvelle du public,. Le 13 octobre 2009, l'International Species Information System (ISIS) contenait 397 Lynx boréaux. Seules trois sous-espèces sont détenues par les zoos participants à ISIS : Lynx lynx lynx, Lynx lynx carpathica et Lynx lynx wrangeli.

## Le Lynx boréal dans la culture

### Étymologie et sémantique
Le terme « lynx » [lε̃:ks] est directement issu du latin « lynx », lui-même tiré du grec ancien « λύγξ » qui désigne tout simplement l'animal. Il existe quelques variations orthographiques telles que « linz » durant le XIIe siècle ou « lins » au XIIIe siècle. Au sens figuré, un lynx est une personne très rusée. « Avoir des yeux de lynx » signifie avoir une très bonne vue ; cette expression est issue d'une confusion avec « avoir des yeux de Lyncée », en référence à l’argonaute Lyncée qui possédait une vision perçante, et a été à l'origine de la légende sur les bons yeux du lynx. Ainsi, la constellation du Lynx aurait été appelée ainsi par Hevelius au XVIIe siècle car il faut avoir les yeux de lynx pour l'apercevoir. Le terme « Lynx du désert » ou « Lynx désertique » fait référence au Caracal (Caracal caracal).
Le Lynx boréal a été autrefois nommé « loup-cervier » ou « loup cervier » [lusɛʀvje], du latin Lupus cervarius qui signifie littéralement « loup qui attire les cerfs ». Au départ, ce terme ne désignait que la femelle du lynx et le féminin « louve-cervière » est antérieur au masculin. Une forme féminine « loup-cerve » est proposée dans certains dictionnaires. Le Lynx du Canada est encore appelé par les aînés « loup-cervier » en français du Canada. Outre la désignation de l'animal, le terme loup-cervier peut symboliser un homme sans scrupule, travaillant dans le secteur de l'économie (banquier par exemple).

### Préhistoire

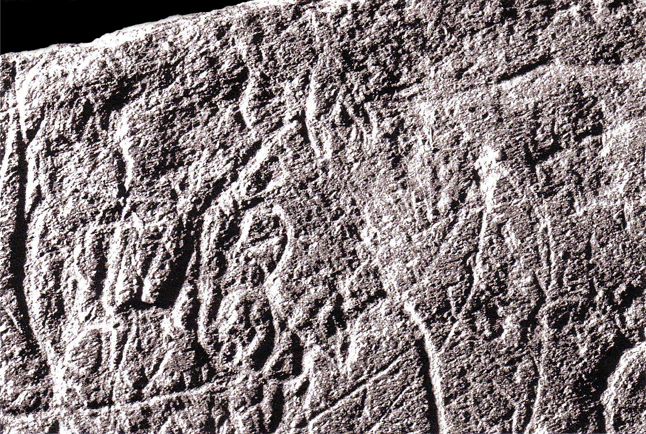
Représentation d'un lynx sur le schiste de la Madeleine, en Dordogne.

Le lynx est très peu représenté sur les peintures rupestres. Durant l’âge du bronze, des représentations ont été rapportées sur le schiste de la Madeleine et dans la grotte de Parpallo-Gandsa. Les restes sont également peu fréquents : des dents (canines) et des griffes de lynx ont néanmoins été retrouvées associées à des usages humains. Elles semblaient faire office d’amulettes dans le Jutland au Néolithique ou en France durant le Gravettien. Pompée amena des lynx de Gaule pour les jeux du cirque.

### Croyances médiévales et de l'ère classique

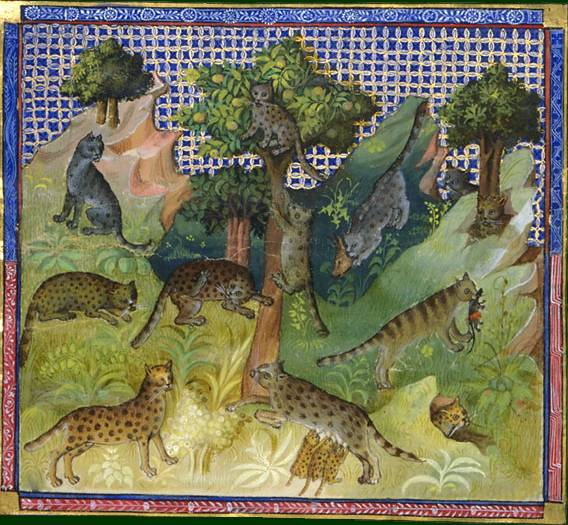
Les félins (livre de chasse de Gaston Fébus, 1331-1391)

#### Un animal imaginaire aux bons yeux
Le Lynx boréal est quasiment absent des mythologies européennes ; toutefois, il a fait l’objet de nombreuses superstitions colportées dans les bestiaires. Le lynx apparaît comme un loup aux taches de panthère, dont la femelle ne peut enfanter qu'une seule fois.
Une autre superstition veut que le lynx ait de bons yeux. Cette croyance est née d’une confusion avec l’argonaute Lyncée qui possédait une vision perçante. On pensait également que les yeux brillants du lynx éclairaient la route et pouvaient rendre aveugle tant la lumière était intense. Ses yeux étincelants avaient prétendument la faculté de voir à travers les murs. La légende du loup-cervier raconte que le lynx peut se transformer en loup pour se nourrir de cervelle humaine
.

#### Lelyncurius, une pierre fabuleuse

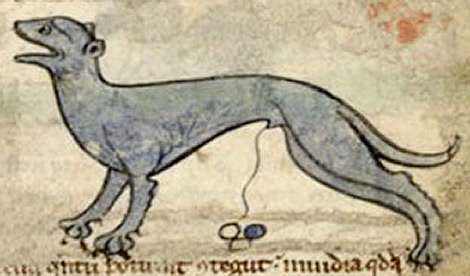
L'urine du lynx se solidifie pour former le lyncurius. Bestiaire médiéval du XIIIe siècle.

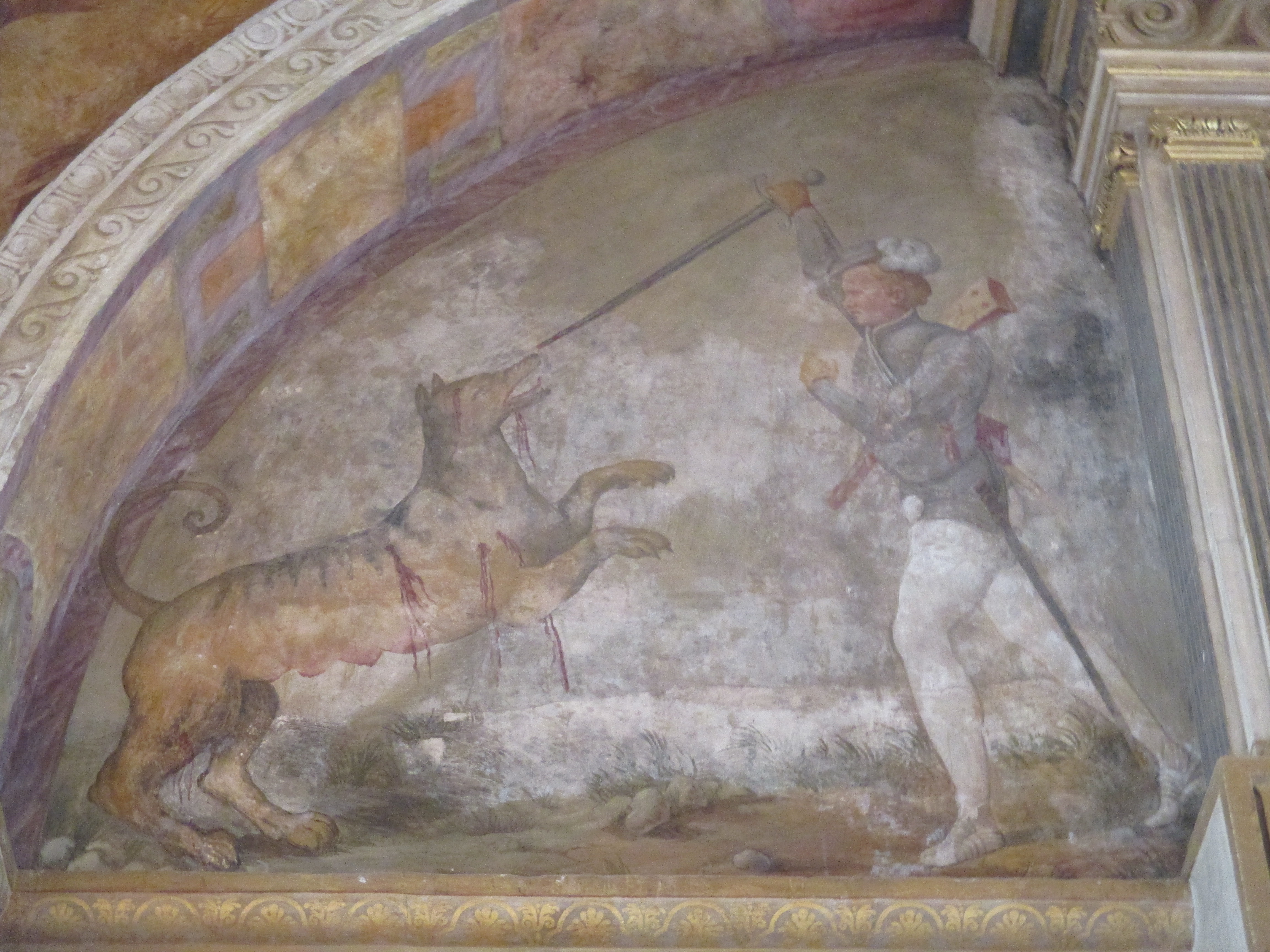
Sébastien de Rabutin tuant un loup-cervier en 1548, Nicolò dell'Abate, salle de bal du château de Fontainebleau.

Les Européens ont longtemps cru que l’urine de lynx avait la propriété de se solidifier pour former une pierre précieuse rouge, le lyncurium, lyncurius ou lapis lyncurius. Afin de cacher cette pierre et par jalousie, le lynx recouvre son urine de terre. On prêtait nombre de propriétés fantaisistes à cette pierre fabuleuse, disant par exemple qu'elle serait capable de soigner l’ictère et de faire disparaître les calculs de la vessie. Selon Theophrastus (Ve siècle av. J.-C.), la pierre attire à elle la paille, les copeaux de bois, le cuivre et le fer ; elle est de meilleure qualité si elle provient d'individus sauvages et masculins. Bien que personne n'ait jamais vu cette pierre fabuleuse, les écrits de Theophrastus seront repris par plusieurs auteurs classiques comme Ovide (Ier siècle), Pline l'Ancien (Ier siècle) et Isidore de Séville (VIIe siècle) jusqu'au XVIIe siècle où il disparaît progressivement des lapidaires, sans que les croyances de Theophrastus ne soient jamais remises en doute.

### Un félin méconnu jusqu'auXXesiècle
La première description du Lynx boréal nous vient de Pline l'Ancien, qui n'hésita pas à le comparer au loup : « Effligie lupi, pardorum macullis », c'est-à-dire « Ressemblant au loup, tacheté comme une panthère ». De plus, selon Pline l'ancien, il existe deux formes de lynx, le « loup-cervier » utilisé à Rome lors des jeux du cirque, et le « lynx », créature fabuleuse venue d'Éthiopie. Ces descriptions, pourtant très peu précises, servirent de base à l'ensemble des travaux et écrits sur le lynx. Combinées à l'extrême discrétion de ce félin que personne ou presque ne rencontrait, il devint un animal fantasmagorique, réputé féroce. Ainsi, au Moyen Âge, le loup-cervier est toujours assimilé au loup. On appelait ainsi le lynx « loup à robe zébrée ou mouchetée », et tout le monde était terrifié par cet animal. Le lynx était très méconnu, absent de la Bible, il apparaît pour la première fois dans le livre de chasse de Gaston Fébus. Au Moyen Âge, les griffes et les dents du Lynx boréal servaient d’amulettes et il était également chassé pour sa fourrure.
Pendant longtemps, le lynx et le loup-cervier sont considérés comme deux espèces différentes. Bien que les premières superstitions soient écartées, les connaissances sur cet animal sont erronées ; par exemple, au XIXe siècle, Pierre Boitard écrit que « [Le loup-cervier] fait ensuite un trou derrière le crâne [de ses proies], et leur suce la cervelle par cette ouverture, au moyen de sa langue recouverte de petites épines ». L'animal est considéré comme féroce et sanguinaire. Ainsi, la bête de la Gargaille, sorte de bête du Gévaudan jurassienne, aurait terrorisé la population durant l'année 1819. Les descriptions très contradictoires pointent l'action d'un lynx. Cependant, l'histoire aurait été gonflée en véritable massacre par le préfet tandis que le louvetier décrivait de simples vêtements déchirés. Le félin est si méconnu que les véritables dépouilles de lynx capturés en Europe de l'Ouest sont prises pour quelques « animaux exotiques » et cela jusqu'au XIXe siècle. Les écrits à propos du lynx restent empreints de légendes jusqu'au XXe siècle où des recherches sérieuses ne sont entreprises qu'à partir des années 1980.

### Héraldique

Blason de la ville de Jēkabpils en Lettonie.

En héraldique, lynx et loup-cervier sont deux figures différentes. Le lynx est passant dans l'écu et tout comme le loup-cervier symboliserait la perspicacité,. Le loup-cervier, représenté comme une panthère tachetée avec la queue d'un chat et la face d'un lynx, est très peu présent. Le lynx peut être représenté passant ou de front, et peut être confondu avec le loup bien qu'il ait le plus souvent la queue entre les jambes.
Le lynx est considéré comme un symbole de la Macédoine et est présent sur le côté pile de la pièce de 5 denars.

### Relations actuelles avec l'Homme

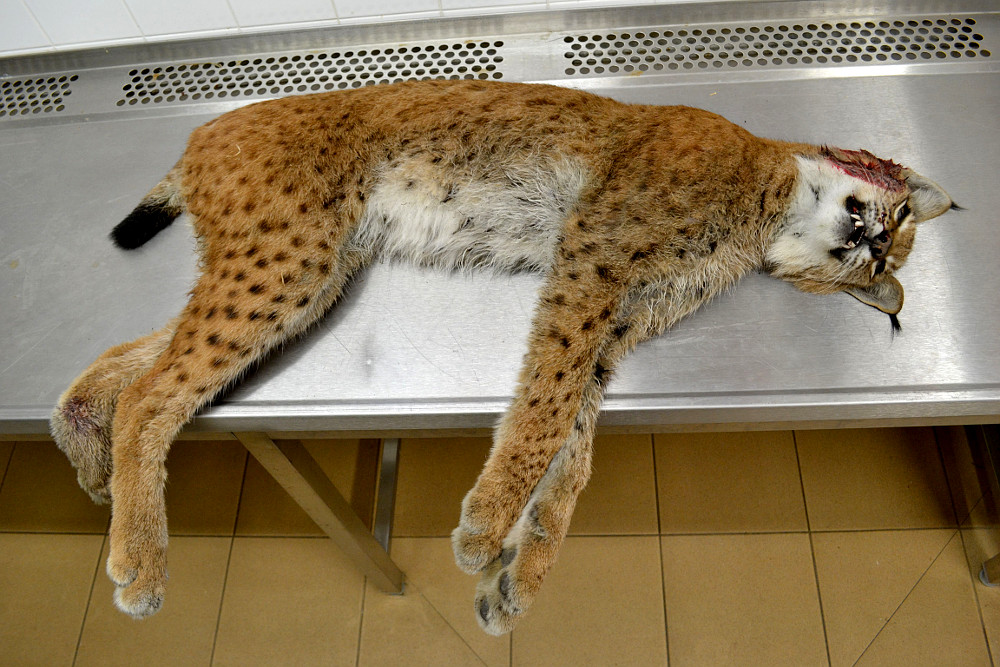
Lynx Boréal mort écrasé par une voiture.

Extrêmement discret, le Lynx boréal fuit instinctivement et probablement depuis longtemps la présence humaine, ce qui fait qu'il est rarement aperçu. Dans le parc national de Bavière, 10 000 promeneurs annuels empruntent un sentier à 300 mètres d'un lieu de reproduction ; l’ensemble du parc de 13 000 hectares, contenant six lynx résidents, était visité par 1,3 million de visiteurs en 1976. Pourtant, seules six à huit observations annuelles ont été rapportées.
Le Lynx boréal a profité du changement de mentalité de l'Homme envers la nature et plus particulièrement envers les carnivores. 70 à 80 % des personnes des pays d'Europe de l'Ouest sont favorables au retour des lynx. Toutefois, les citadins sont bien plus favorables au retour du lynx que les habitants des milieux ruraux. Les principaux détracteurs des lynx sont les chasseurs, qui l'accusent de faire diminuer la population de gibier, et les éleveurs, préoccupés par les prélèvements sur leurs troupeaux. Pourtant, l'impact du lynx est considéré comme bénéfique au gibier. Par exemple en Suisse, la population de lynx, qui compte environ 150 individus, tue 8 000 chevreuils par an contre 40 000 tués par la chasse et 9 000 tués par la circulation automobile (données 2012) sur un effectif d'environ 130 000 chevreuils,. De nombreux moyens ont été testés pour minimiser l'impact du lynx sur le bétail : les plus efficaces restent l'emploi du chien patou, le gardiennage et l'utilisation de clôtures. De plus, si la présence du lynx est parfois mal vécue lors de leur réintroduction, dans les pays où il n'a jamais disparu, aucune accusation ni demande d'extermination n'est effectuée.